# TV Slovenija 2
TV Slovenija 2 (TV SLO 2) – drugi kanał słoweńskiej telewizji publicznej (Radiotelevizija Slovenija).